# Hun Hunahpu en Vucub Hunahpu
Hun Hunahpu en Vucub Hunahpu komen voor in de Mayamythologie en het heilige boek Popol Vuh van de Maya's. Hun naam betekent 'Een Eenjager' (letterlijk blaaspijpdrager) en 'Zeven Eenjager'. Ze zijn de zonen van Ixpiyacoc en Ixmucane. De vrouw van Een Eenjager was Ixbaquiyalo ('Zij, die de mensen beenderen geeft'). Ze hadden twee zonen: Hun-Batz en Hun-Chowen ('Eenaap en Eenmeester'). Met Ixquic, de dochter van een Heer van Xibalba, heeft Een Eenjager de heldentweeling Hunahpu en Ixbalanqué.

## Xibalba
Toen Ixbaquiyalo gestorven was en Een Eenjager en Zeven Eenjager op de Grote en Waardige Carchah, op weg naar de onderwereld (Xibalba) speelden met de bal, werden ze uitgenodigd aan een wedstrijd deel te nemen in Xibalba. Hun-Came ('Eendood') en Vucub-Camé ('Zevendood') hadden vier boden gestuurd, Pijluil, Eenbeenuil, Roodveeruil en Kopuil, om Een eenjager en Zeven Eenjager uit te nodigen. Want Eendood en Zevendood vonden dat ze onrespectvol waren bejegend. Het spel van Een Eenjager en Zeven Eenjager had de aarde immers doen trillen en ging gepaard met veel lawaai. Hun vader Ixpiyacoc was gestorven en Een Eenjager en Zeven Eenjager namen afscheid van hun moeder Ixmucane. Ze lieten hun bal thuis in het trekgat van het dak. Ze reisden door de Blaaspijpkloof, de Nauwe kloof en de Verborgen kloof, trokken een rivier tussen doornbomen en een bloedrivier door en belandden op een kruispunt van wegen. Er was een rode, zwarte, witte en gele weg en ze kozen de zwarte weg.
'En van dat ogenblik af waren zij verloren.'
De Heren van Xibalba lachten hen uit toen ze per abuis houten figuren groetten alsof ze levende heren waren. En ze verbrandden zich toen ze plaatsnamen op een hete bank. Ze werden naar het 'Donkere Huis' geleid en kregen een fakkel en twee brandende sigaren. Die moesten ze de volgende ochtend in hun geheel teruggeven, maar ze brandden op. Er waren meer folteringsplaatsen in Xibalba: Xuxulim (waar het verschrikkelijk koud was), het Jaguarhuis, het Vleermuishuis en Messehuis. Een Eenjager en Zeven Eenjager werden geofferd, in stukken gescheurd en bijgezet op de plaats Pucbal-Chah (grafheuvel, letterlijk 'Stenen Heuvelwachter'). Het hoofd van Een Eenjager werd in de boom gezet, die boven de grafheuvel langs de weg uitstak. De boom, die niet eerder vruchten had gedragen, werd terstond met jicara-vruchten overdekt en het hoofd van Een Eenjager was er niet meer van te onderscheiden. De Heren van Xibalba raakten bevreesd en zeiden:
'Niemand mag een vrucht van deze boom plukken!'

## Ixquic
Ixquic, de schone jonkvrouw, was de dochter van Cuchumaquic, een van de Heren van Xibalba. Ze vroeg zich af of ze werkelijk sterven zou als ze van een vrucht zou proeven. Een Eenjager waarschuwde haar dat de vruchten enkel schedels waren, maar vroeg toch of ze er trek in had. Ze antwoordde bevestigend en Een Eenjager spoot toen een straal speeksel op haar uitgestoken rechterhand. Het verdween direct.
'Stijg nu maar weer omhoog naar de aarde. Je zult niet sterven. Bewaar deze boodschap in je hart! Zo sprak het hoofd van Eenjager, Zevenjager. En alles wat zij hadden volbracht, geschiedde op last van de drieënige Huracan.'
Ixquic ging naar huis, zwanger van de heldentweeling Hunahpu en Ixbalanqué. Zes maanden later ontdekte haar vader Cuchumaquic haar zwangerschap en ze moest daarom worden geofferd. Dezelfde vier uilen, die Een eenjager en Zeveneenjager hadden uitgenodigd naar Xibalba te komen, moesten haar in het bos doden en terugkeren met haar hart in een jicara. Ixquic wist hen van haar onschuld te overtuigen en in plaats van haar hart, namen ze het sap van de Roodschuimboom, ook 'Bloedboom' geheten. Toen de Heren van Xibalba dit 'hart' in het vuur wierpen, verspreidde er zich een heerlijke geur. De vier uilen bleven Ixquics dienaren. Ze vluchtte naar haar grootmoeder Ixmucane en beviel van Hunahpu en Ixbalanqué. Die hadden heel wat te stellen met hun oudere halfbroers Eenaap en Eenmeester, maar wisten hen uiteindelijk te overwinnen. Hunahpu en Ixbalanqué vonden de bal van hun vaders terug in het trekgat van het dak, reisden naar de onderwereld en versloegen er de Heren van Xibalba. Toen ze bij de grafheuvel van Een Eenjager en Zeven Eenjager kwamen en probeerden hen tot een geheel samen te voegen, merkten ze dat de harten van de vaders voor altijd onder de grafheuvel moesten blijven. Ze spraken de troostende woorden:
'Als eersten zullen jullie opgeroepen worden, en als eersten zullen jullie de dochters en de zonen van het licht vereren. Jullie namen zul je niet verliezen.'
Hunahpu en Ixbalanqué verhieven zich daarna tot zon en maan.